# Ludwigia octovalvis
Ludwigia octovalvis är en dunörtsväxtart. Ludwigia octovalvis ingår i släktet ludwigior, och familjen dunörtsväxter.

## Underarter
Arten delas in i följande underarter:
- L. o. brevisepala
- L. o. octovalvis

## Bildgalleri

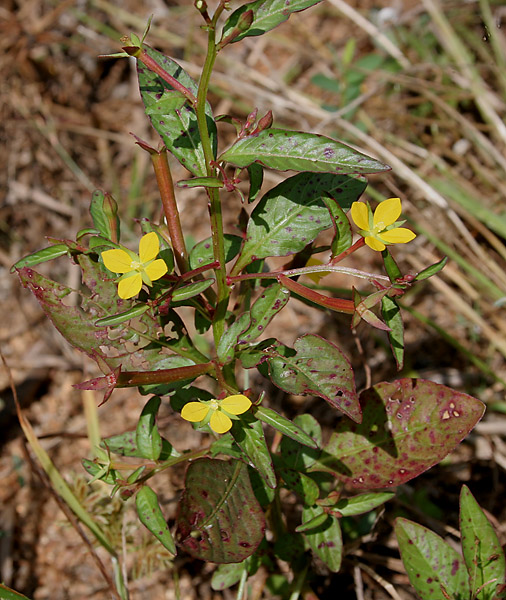
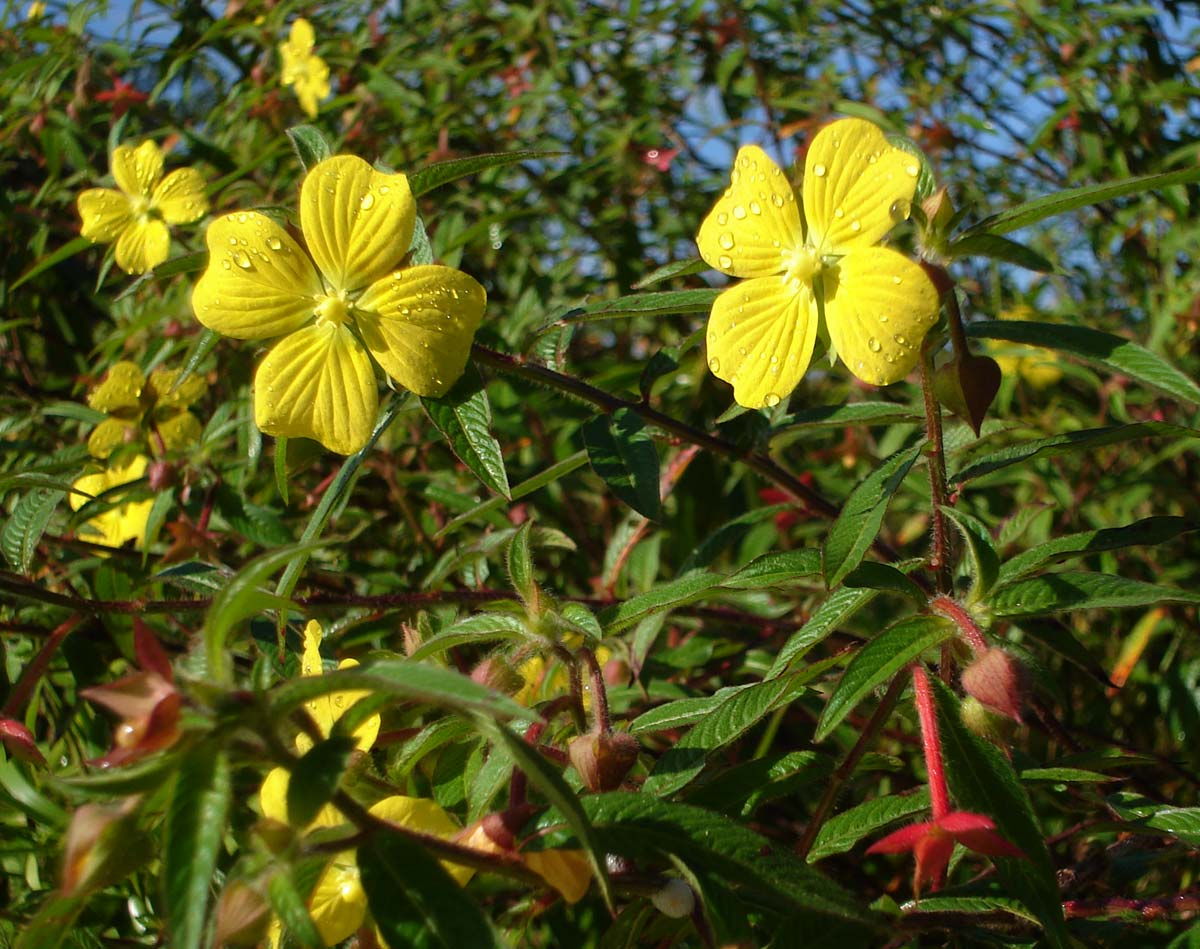
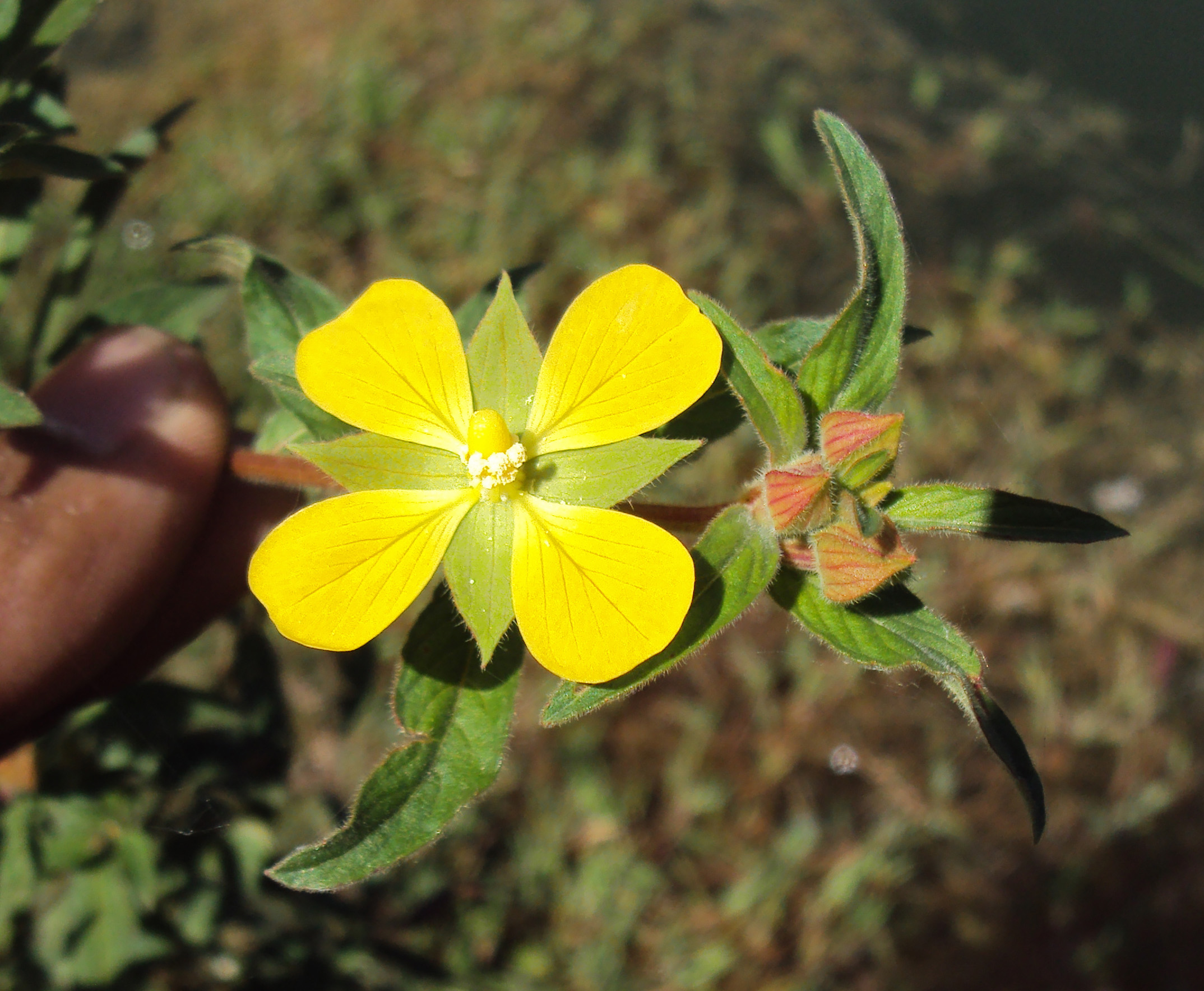
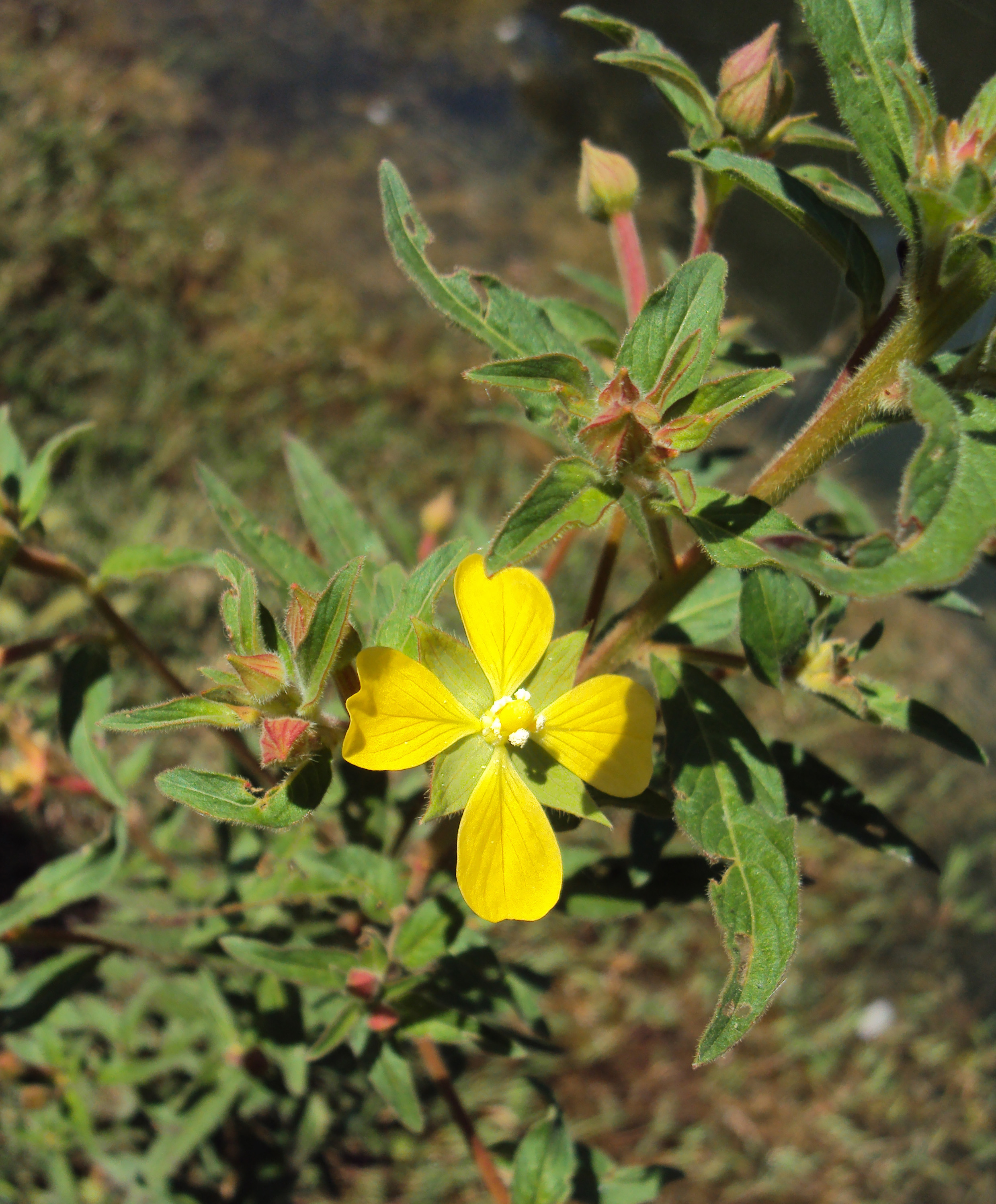
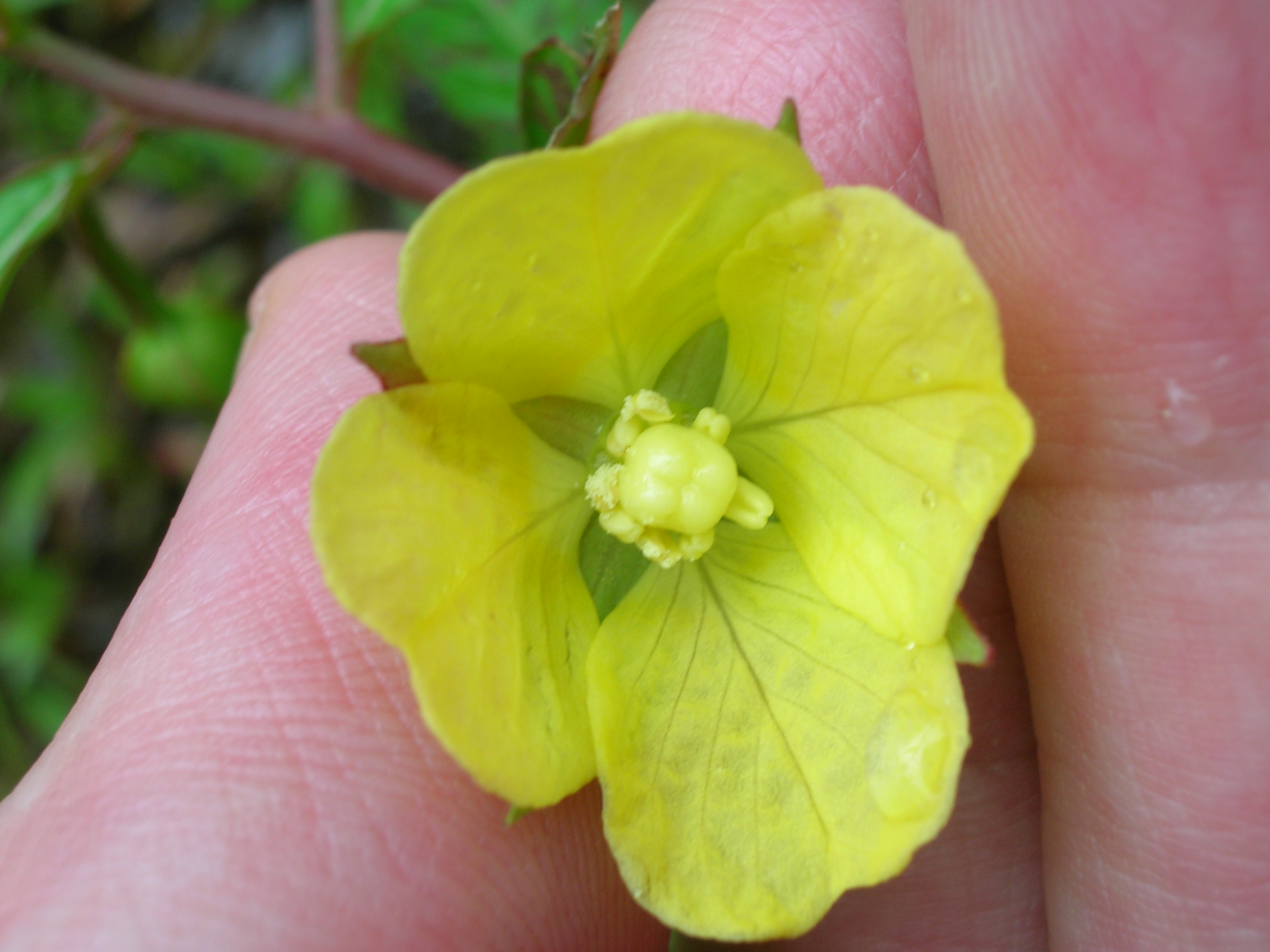
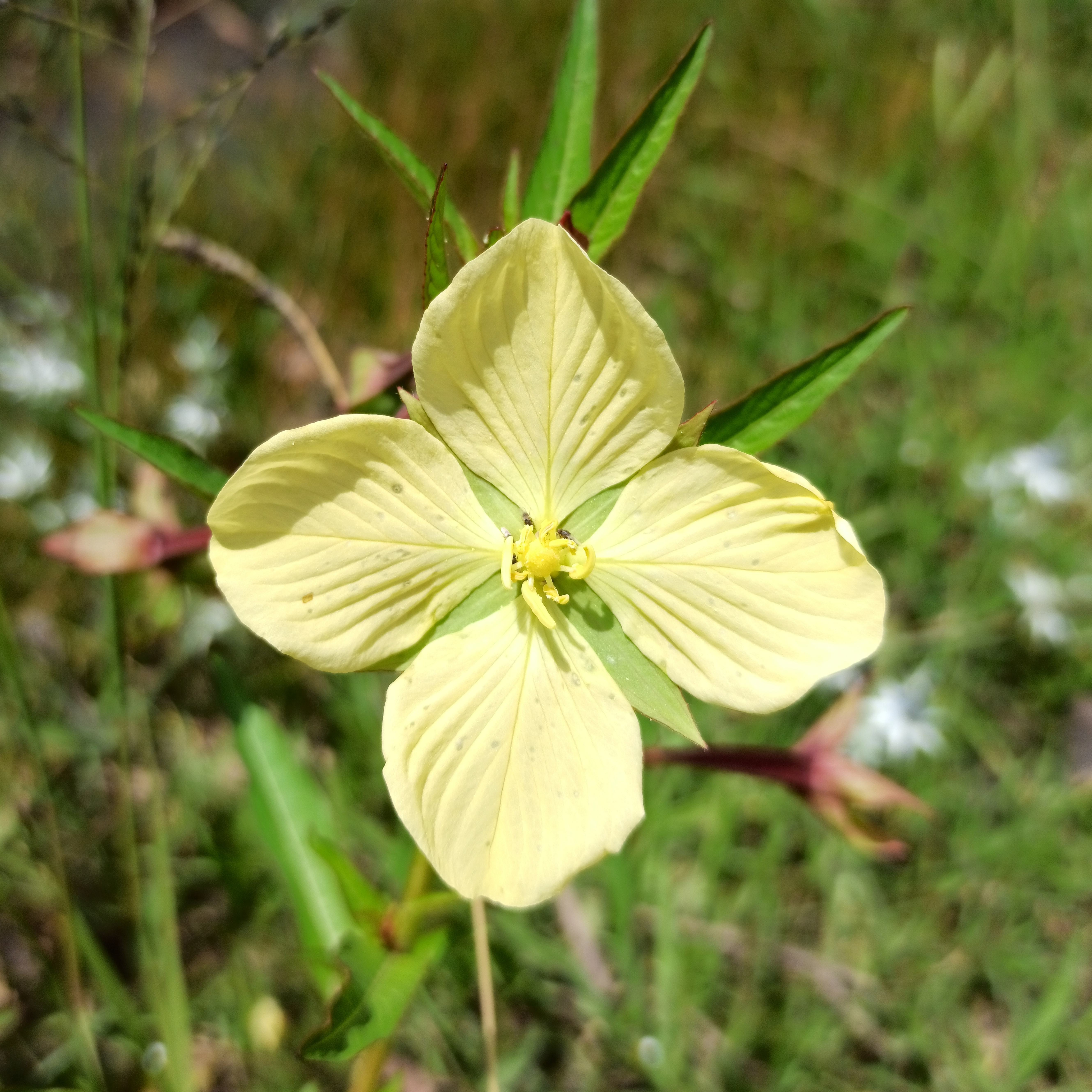